# Sapphirina bicuspidata
Sapphirina bicuspidata is een eenoogkreeftjessoort uit de familie van de Sapphirinidae. De wetenschappelijke naam van de soort is voor het eerst geldig gepubliceerd in 1891 door Giesbrecht.